# Edward Schroeder Brooks

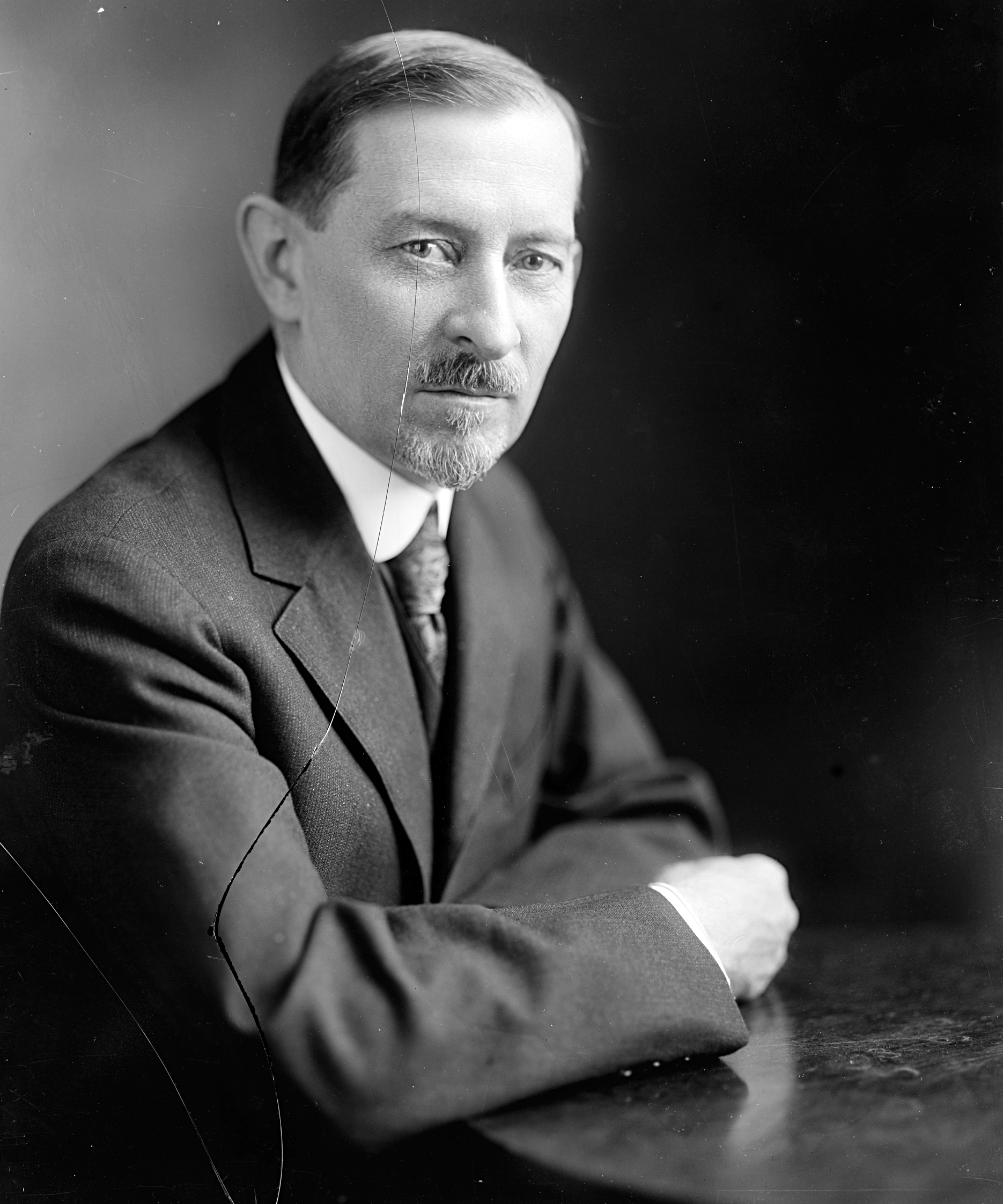
Edward Schroeder Brooks

Edward Schroeder Brooks (* 14. Juni 1867 in York, Pennsylvania; † 12. Juli 1957 ebenda) war ein US-amerikanischer Politiker. Zwischen 1919 und 1923 vertrat er den Bundesstaat Pennsylvania im US-Repräsentantenhaus.

## Werdegang
Edward Brooks besuchte die öffentlichen Schulen seiner Heimat, die York County Academy und das York Collegiate Institute. Danach arbeitete er in verschiedenen Branchen wie dem Bankgewerbe, dem Stahlhandwerk oder dem Baugeschäft. Gleichzeitig schlug er als Mitglied der Republikanischen Partei eine politische Laufbahn ein. Zwischen 1897 und 1902 gehörte er dem Stadtrat von York an; von 1903 bis 1905 war er Kämmerer im York County. In den Jahren 1917 und 1918 saß er im Staatsvorstand seiner Partei.
Bei den Kongresswahlen des Jahres 1918 wurde Brooks im 20. Wahlbezirk von Pennsylvania in das US-Repräsentantenhaus in Washington, D.C. gewählt, wo er am 4. März 1919 die Nachfolge des Demokraten Andrew R. Brodbeck antrat. Nach einer Wiederwahl konnte er bis zum 3. März 1923 zwei Legislaturperioden im Kongress absolvieren. Während seiner Zeit im Kongress wurden der 18. und der 19. Verfassungszusatz ratifiziert.
Im Jahr 1922 verzichtete Edward Brooks auf eine weitere Kandidatur. Zwischen 1925 und 1931 war er Posthalter in York. Seit 1937 war er in der Bekleidungsindustrie tätig. Er starb am 12. Juli 1957 im Alter von 90 Jahren in seiner Heimatstadt York.